# The Stolen Moccasins
The Stolen Moccasins est un film muet américain réalisé par William Duncan et sorti en 1913.

## Fiche technique
- Réalisation : William Duncan
- Scénario : William Duncan, d'après une histoire de Cornelius Shea
- Production : William Selig
- Durée : 10 minutes
- Date de sortie :  États-Unis : 7 août 1913

## Distribution
- William Duncan : Jack
- Myrtle Stedman : Belle
- Lester Cuneo : Harden
- Tom Mix : Swift Foot
- Old Blue : le cheval de Swift Foot